# Заешко училище: Пазителите на златното яйце
„Заешко училище: Пазителите на златното яйце“ (на немски: Die Häschenschule – Jagd nach dem Goldenen Ei) е немска компютърна анимация от 2017 г. на режисьора Уте фон Мюнхов-Пол. Сценарият е на Катя Грюбел и Дагмар Ребиндер и е базиран на детската книга Die Haeschenschule от 1924 г., написана от Алберт Сикстус и илюстрирана от Фриц Кох-Гота. Световната премиера на филма се състои на 67-мия международен филмов фестивал в Берлин през февруари 2017 г., като е пуснат по кината в Германия на 16 март 2017 г.

## Актьорски състав
| Герои                | Герои                | Глас                   | Глас             |
| Оригинал             | Английски            | Оригинал               | Английски        |
| -------------------- | -------------------- | ---------------------- | ---------------- |
| Макс                 | Макс                 | Ноа Леви               | Густав Берголд   |
| Мадам Хърмин         | Мадам Хърмаяни       | Сента Бъргър           | Дулси Смарт      |
| Господин Фриц        | Господин Фриц        | Фридрих вон Тун        | Дарън Смит       |
| Еми                  | Еми                  | Джени Мелина Витез     | Пенелъпи Бател   |
| Ърнст                | Ърни                 | Макс Боут              | Лорънс Смит      |
| Антон                | Антон                | Бен Боксбърг           | Сами Холройд     |
| Рут (Майката лисица) | Рут (Майката лисица) | Джул Бьол              | Кори От          |
| Фердинанд            | Фердинанд            | Дирк Петрик            | Харви Фрийдман   |
| Бруно                | Бруно                | Константин вон Йашъроф | Стийв Джейкъб    |
| Лоренц               | Лорънс               | Тим Сандър             | Джеф Бърл        |
| Атце                 | Ей Си                | Себастиан Фицнър       | Лиъм Мокридж     |
| Рон                  | Рон                  | Леон Сийдъл            | Флин От          |
| Уилиболд             | Уилиболд             | Питър Нотмайър         | Марк Еспайнър    |
| Луизе                | Луиз                 | Валентина Боналана     | Имоджен Бърел    |
| Руди                 | Руди                 | Густав Хьок            | Лазло Янсен      |
| Ото                  | Ото                  | Макс Ринк              | Лазло Янсен      |
| Водачът              | Водачът              | Том Разко              | Нийли Куин       |
| Техно заек           | Техно заек           | Дейвид Трейзър         | Лонджа Сайбънман |

## Продължение
Продължението, озаглавено „Заешка академия: Мисията яйцевъзможна“, е пуснат в дигиталните платформи на 17 март 2022 г.

## В България
В България филмът излиза по кината на 14 април 2023 г. от „Александра Филмс“ чрез компанията Floria Films, представител на Sola Media за България. Това е вторият филм, произведен за България от Floria Films.